# Харьковский национальный автомобильно-дорожный университет
Харьковский национальный автомобильно-дорожный университет (ХНАДУ) (укр. Харківський національний автомобільно-дорожний університет) — государственное техническое высшее учебное заведение, расположенное в городе Харьков. Основано 7 июля 1930 года.
Проводит обучение студентов по трём образовательно — квалификационным уровням: специалист, магистр и 16 специальностям в направлениях: педагогическое образование, экономика и предпринимательство, менеджмент, экология, инженерная механика, метрология и измерительная техника, компьютеризированные системы, автоматика и управление, строительство, электромеханика, автоматизация и компьютерно-интегрированные технологии, транспортные технологии.

## Корпуса и кампусы
Главный учебно-лабораторный корпус (ул. Ярослава Мудрого, 25). В нём размещены администрация и подразделения, которые обеспечивают функционирование университета; факультеты — автомобильный, транспортных систем; центры — заочного обучения, образовательных услуг, аудитории, лаборатории, кабинеты и компьютерные классы.
Учебно-лабораторный корпус дорожно-строительного факультета.
В нём размещены кафедры, аудитории, лаборатории факультета, издательство, лаборатория скоростных автомобилей, центр профессионально-технической и довузовской подготовки.
Учебно-лабораторные корпусы механического факультета и факультета управления и бизнеса, полигон автомобильной и дорожной техники (519 м.р. г. Харькова).
Учебно-лабораторный корпус факультета мехатроники транспортных средств, учебная лаборатория диагностики автомобильного транспорта (ул. Пушкинская, 106).
Научно-техническая библиотека университета. К услугам студентов, преподавателей и учёных университета научно-техническая библиотека университета, которая входит в шестёрку лучших вузовских библиотек Украины. Сегодня библиотека имеет современную компьютерную технику, локальную сеть, электронные базы данных, Internet, а посетители имеют доступ к материалам электронных библиотек мира. Библиотечный фонд — 480401 экземпляров, которыми пользуются более 13 тысяч читателей. Семь пунктов обслуживания находятся за пределами главного учебного корпуса. Это настоящий библиотечный городок с разветвлённой системой обслуживания.
Студгородок университета. Для проживания студентов ХНАДУ организован студгородок, насчитывающий 7 общежитий. На территории студгородка, где проживают более трёх тысяч студентов, молодых преподавателей, сотрудников университета создана собственная инфраструктура, обеспечивающая достойные условия жизни для его жителей.

## Факультеты
- автомобильный факультет (АФ)
- дорожно-строительный факультет (ДСФ)
- механический факультет (МФ)
- факультет управления и бизнеса (ФУБ)
- факультет транспортных систем (ФТС)
- центр образовательных услуг (ЦОП)
- факультет подготовки иностранных граждан (ФПИГ)
- факультет довузовской подготовки (ФДП)

## Подразделения
- Центр новых информационных технологий
- Научно-техническая библиотека
- Отдел управления качеством образования и стандартизации
- Издательство

### Лаборатории
- Лаборатория скоростных автомобилей (ЛСА). Научный руководитель- Туренко А.Н.
- Испытательно-аналитическая лаботатория по исследованию топлива и эксплуатационных материалов
- Лаборатория криогенной и пневматической техники
- Научная лаборатория по компьютерным вычислением
- Научно-исследовательская лаборатория диагностики и прогнозирования технического состояния автомобилей
- Лаборатория измерения параметров ДВС
- Лаборатория теплотехнических измерений
- Лаборатория экспериментального исследования ДВС
- Лаборатория топливной аппаратуры
- Лаборатория надёжности и трибологических исследований
- Научно-методическая лаборатория «Мехатроника»
- Научно-методическая лаборатория «Телематика»
- Лаборатория электрических систем и комплексов
- Лаборатория компьютерной диагностики
- Лаборатория новых дорожно-строительных материалов
- Мобильная диагностическая лаборатория кафедры строительство и эксплуатации автомобильных дорог
- Испытательная лаборатория по строительству и эксплуатации автомобильных дорог
- Лаборатория зимнего содержания дорог
- Лаборатория эксплуатации автомобильных дорог
- Лаборатория физико-химических исследований компонентов техногенной среды
- Лаборатория по обследованию и эксплуатации мостов на дорогах общего пользования
- Лаборатория электронной микроскопии
- Лаборатория динамики машин для земляных работ
- Лаборатория гидропривода БДМ
- Лаборатория химмотологии и трибологии БДМ
- Лаборатория транспортных систем мегаполисов

## Научные школы
- Динамика торможения и тормозные системы автотранспортных средств (науч. руководитель проф. Туренко А. Н.)
- Экономика и управление в транспортном комплексе (науч. руководитель проф. Шинкаренко В. Г.)
- Диагностика и прогнозирование технического состояния автомобилей (науч. руководитель проф. Говорущенко Н. Я.)
- Технология конструкционных материалов и материаловедение (науч. руководители проф. Дьяченко С. С., проф. Гладкий И. П., проф. Мощенок В. И.)
- Повышение эффективности строительных и дорожных машин (науч. руководитель проф. Кириченко И. Г.)
- Физико-химия, механика и долговечность органических вяжущих и бетонов на их основе (науч. руководитель проф. Золотарёв В. А.)
- Эффективность проектирования, строительства и эксплуатации автомобильных дорог (науч. руководитель проф. Жданюк В. К.)
- Функциональная стабильность автомобилей и тракторов (науч. руководитель проф. Подригало М. А.)
- Автомобильная мехатроника и телематика (науч. руководитель проф. Алексеев О. П.)

## Специализированные учёные советы
- Д 64.059.02 по специальностям:
  - 05.05.04 — Машины для земляных, дорожных и лесотехнических работ;
  - 05.22.02 — Автомобили и трактора;
  - 05.22.10 — Эксплуатация и ремонт автотранспортных средств;
  - 05.22.01 — Транспортные системы;
- Д 64.059.01 по специальностям:
  - 05.02.01 — Материаловедение;
  - 05.22.11 — Автомобильные дороги и аэродромы;
  - 05.26.01 — Охрана труда.

## Известные выпускники
- Гридчин, Анатолий Митрофанович — дор.-строй. факультет, выпуск 1964 года. Президент БГТУ.
- Давыдко, Ольга Васильевна — чемпионка мира по сумо.
- Даденков, Юрий Николаевич — дор.-строй. факультет, выпуск 1933 года. Основатель (1944) и первый ректор КАДИ. Член-корреспондент АН УССР. Министр высшего и среднего специального образования УССР в 1960—1973.
- Шевченко, Виктор Фёдорович — автомобильный факультет, выпуск 1978 года. С 2010 советник генерального директора ОАО "Концерн ПВО «Алмаз — Антей»
- Панченко, Константин Александрович — механический факультет, выпуск 2022 года. С 2021 начальник Отдела тестирования программного обеспечения Simcord LLC.

## Факты о вузе
- На территории института во внутреннем дворе 1 сентября 2008 года, в день посвящения в студенты, был открыт памятник «Учителю, Педагогу, Учёному».[1]
- В рамках научно-исследовательской, конструкторской и автомобильно-гоночной деятельности в Харьковском национальном автомобильно-дорожном университете работает Лаборатория скоростных автомобилей (ЛСА). Студенческое проектно- конструкторское бюро (СПКБ), функционирующее при ЛСА, является автором более 30 проектов рекордно-гоночных, гоночных и рекордных автомобилей марки «ХАДИ».
- Название «ХАДИ» носят все автомобили, созданные с 1952 года студентами ХАДИ и сотрудниками Лаборатории скоростных автомобилей, хотя на независимой Украине институт был переименован из ХАДИ сначала в Харьковский государственный автомобильно-дорожный технический университет (ХГАДТУ), а затем в Харьковский национальный автомобильно-дорожный университет (ХНАДУ). Всего построено 34 номерных автомобиля «ХАДИ».
- В 2010 году в ХНАДУ создан самый энергоэффективный автомобиль Украины «ХАДИ-34».
- Почта СССР в 1980 году выпустила серию из четырёх почтовых марок с изображением автомобилей ХАДИ.

## Почётные доктора и выпускники
1. Туренко Анатолий Николаевич (1940—2020) — ректор ХНАДУ (1992-2020), доктор технических наук, профессор, Лауреат государственной премии Украины. Заслуженный деятель науки и техники Украины, Почётный гражданин города Харькова.
2. Гридчин Анатолий Митрофанович — Президент Белгородского государственного технологического университета им. В. Г. Шухова, г. Белгород, Россия, доктор технических наук, профессор, почётный профессор ХНАДУ.
3. Золотарёв Виктор Александрович, доктор технических наук, профессор, заслуженный деятель науки и техники Украины. Член международного комитета «Евробитум», заведующий кафедрой технологии дорожно-строительных материалов ХНАДУ.
4. Говорущенко Николай Яковлевич, доктор технических наук, профессор, заслуженный деятель науки и техники Украины, заведующий кафедрой технической эксплуатации и сервиса автомобилей ХНАДУ (1961-2006 гг.).
5. Искра Юрий Андреевич
6. Петренко Марина Григорьевна

## Награды и репутация
В рейтинге украинских вузов с точки зрения работодателей ХНАДУ занимает 18 место по техническим специальностям. http://www.dengi.ua